# Ruine Königstein (Aargau)
Königstein ist die Ruine einer Höhenburg oberhalb von Küttigen im Schweizer Kanton Aargau. Sie befindet sich auf 610 Meter auf dem Brunneberg im Faltenjura, rund 150 Meter über der Bänkerklus, durch welche die Strasse auf den Benken führt.

## Geschichte
Die Burg wurde 1277 von den Herren von Kienberg-Küngstein gebaut, eine kleine Vogtei die Küttigen und Erlinsbach umfasste. 1412 gab  Herzog Friedrich die vesten Kunigstain bey Araw item das Dorf zu Kuttingen und das Dorf zu Aerlispach an Ulrich von Hertenstein zu Lehen. Lehensträger waren Heinrich und Ulrich von Kungstain, Söhne des Wernhers von Kungstain. Die Herren von Kienberg-Küngstein verkauften sie 1417 an die Stadt Aarau. Da 1535 die seit 1415 zum bernischen Staatsverband gehörende Herrschaft Königstein direkt an Bern fiel, wurde sie Bestandteil der Landvogtei Biberstein. 1798 wurde Küttigen und somit auch die Burg dem helvetischen Kanton Aargau zugeschlagen, zu dem sie ab 1803 gehörte. Heute ist die Ruine Eigentum der Ortsbürgergemeinde Küttigen.

## Anlage

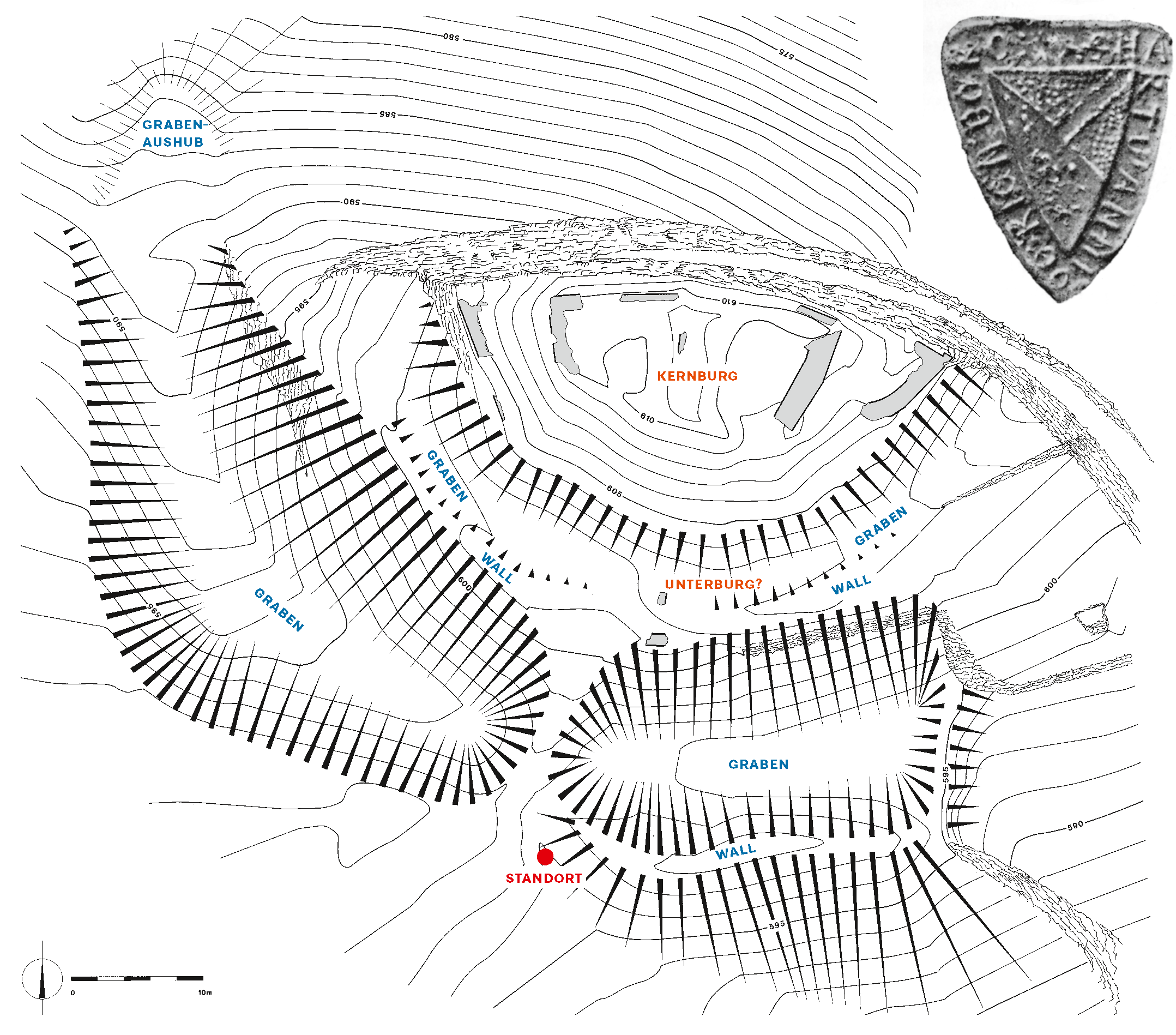
Grundriss der Ruine

Ein Grundriss der Anlage wurde von der Kantonsarchäologie Aargau erstellt.

## Sage
Nach einer Sage soll der Burgherr die Küttiger Bauern genötigt haben, ihm eine grosse Menge Leder zu liefern, um daraus eine Hängebrücke zum Achenberg zu erbauen. Dadurch wollte er zu Pferde seine Geliebte besuchen, die dort in einer (historisch nicht belegten) Burg lebte. Nachdem er die Brücke hatte errichten lassen, soll ein mutiger Bauer in einer Nacht-und-Nebel-Aktion die Seile der Brücke leicht angeschnitten haben, sodass der Burgherr mit seinem Pferd in der Mitte über der Klus in die Tiefe stürzte.
Wie sich alte Bauern noch immer erzählen, liegt tief unter der Ruine, versteckt im Sodbrunnen, des grausamen Leuteschinders Schatz vergraben. Schon mancher soll dort alte Goldmünzen gefunden haben, die sich auf dem Weg nach Hause in Schneckenhäuser verwandelten. Noch mehr hingegen sollen nichts denn eine kupferne Schlange angetroffen haben, deren Biss die Glieder welken lässt. Der Legende zufolge sollen die Mauern dergestalt wacklig sein, dass man sie mit blosser Hand zum Wanken bringen könne. Umstürzen könne sie allerdings niemand, selbst nicht mit den schwersten Geräten, da zum Anrühren des Mörtels beste Milch verwendet wurde, die der Burgherr den Bauern abgezwungen hatte.